# Арія
А́рія (італ. aria — повітря) — закінчений за побудовою епізод опери, оперети, ораторії або кантати, який виконується співаком-солістом у супроводі оркестру. Класичні арії, як правило, писалися у трьохчастинній формі.
У драматургічному розвитку опери арія є важливим засобом музичної характеристики героя, передаючи його душевний стан, настрій (наприклад, А. Богдана «Гляньте, люди» в опері К. Данькевича «Богдан Хмельницький»). Буває, що арію підготовляє музичний вступ або речитатив (наприклад, речитатив та А. Остапа «Що ти вчинив?» в опері М. Лисенка «Тарас Бульба»); інколи арії перетворюються на розгорнуті драматичні сцени (наприклад сцена смерті царя Бориса з опери Борис Годунов М. Мусорського).
Оперні арії можуть виконуватись і самостійно. Ряд композиторів також писали арії як концертні самостійні п'єси (наприклад, арія для сопрано Л. Бетховена). Різновидом арії є арієта — невеличка арія з пісенним характером мелодії.
Також арією називається невелика інструментальна п'єса наспівного характеру. Арії нерідко входили до складу барокових сюїт, наприклад, Французьких сюїт Й. С. Баха.